# Галічани
Галічани (пол. Haliczany) — село в Польщі, у гміні Камінь Холмського повіту Люблінського воєводства. Населення — 99 осіб (2011).

## Назва
Назва поселення походить від назви міста Галич, мешканці якого поселилися тут.

## Історія
За даними етнографічної експедиції 1869—1870 років під керівництвом Павла Чубинського, населення села порівну становили римо-католики та греко-католики, які розмовляли українською мовою.
У 1975—1998 роках село належало до Холмського воєводства.

## Демографія
Демографічна структура станом на 31 березня 2011 року:
|          | Загалом | Допрацездатний вік | Працездатний вік | Постпрацездатний вік |
| -------- | ------- | ------------------ | ---------------- | -------------------- |
| Чоловіки | 57      | 11                 | 39               | 7                    |
| Жінки    | 42      | 3                  | 22               | 17                   |
| Разом    | 99      | 14                 | 61               | 24                   |